# ルイジアナ州の歴史
ルイジアナ州の歴史（ルイジアナしゅうのれきし、英:History of Louisiana）では、アメリカ合衆国ルイジアナ州となった地域で、最も初期に先住民族が入った時から、植民地帝国の要となり、さらにアメリカ合衆国の一州として組み込まれた歴史を概説する。この地域はアメリカ・インディアン、フランス、スペイン、カリブ海、アフリカおよびアメリカ合衆国の文化的影響を次々と受けながら、結果として豊かで特異なクレオール文化を育ててきた。

## 初期の住人
17世紀ルイジアナにヨーロッパ人探検家たちが到着したとき、アメリカ州の先住民族が既に住んでいた。ルイジアナ州内の現在の地名は、様々な先住民族の方言で使われていたものの音訳があり、例えばアトチャファラヤ、ナチトウチェス、カド、ハウマ、タンジパホーおよびアボイエルなどがある。ワトソン・ブレイクとポバティ・ポイントという2つの考古学的遺跡は先住民族の数千年におよぶ定着の様子を示している。
この地域に住んだ多くの先住民族は以下の通りである（おおよその場所を特定するため現在の郡の領域を使う）。
- アタカパ族、ルイジアナ南西部、バーミリオン、キャメロン、ラファイエット、アカディア、ジェファーソン・デイヴィスおよびカルカシュー各郡。セントランドリー郡ではオペルーサ族と同盟した。
- アコラピッサ族、セントタマニー郡。タンジパホー郡ではタンジパホー族と同盟した。
- チティマチャ族、南東部のイベリア、アサンプション、セントメアリー、ローワー・セントマーティン、テレボンヌ、ラファーシュ、セントジェイムズ、セントジョン・ザ・バプテスト、セントチャールズ、ジェファーソン、オーリアンズ、セントバーナードおよびプラークマインズの各郡。アサンプション郡ではワシャ族と、テレボンヌ郡ではチャワシャ族と、またその東ではヤジェネチト族と同盟した。
- バユーグーラ族、チョクトー族の一部族、チティマチャ族の直ぐ北の地域であるセントヘレナ、タンジパホー、ワシントン、イースト・バトンルージュ、ウェスト・バトンルージュ、リビングストンおよびセントタマニーの各郡。セントタマニー郡ではウィニピッサ族とムーグーラチャ族と同盟した。
- ハウマ族、やはりチョクトー族の一部族、イースト・フェリシアナ、ウェスト・フェリシアナ、およびポアント・クーピー各郡（ハウマの町の北100マイル (160 km)）。
- オクルーサ族、ポアント・クーピー郡。
- アボイエル族、ナチェズ族の一部族、ミシシッピ川に沿ったアボイエルおよびコンコーディア郡の一部。
- タエンサ族、やはりナチェズ族の一部族、ルイジアナ北東部、特にテンサス郡。
- チュニカ族、北東部のテンサス、マディソン、イースト・キャロルおよびウェスト・キャロルの各郡。
- コロア族、イースト・キャロル郡。
- ルイジアナの中央部、西中央部および北西部の残りには、基本的にカドー族、ナチトチェス郡のアダイ族、およびナチトチェス連邦の領域だった。ナチトチェス連邦はナチトチェス郡のナチトチェス族、カドーとボシア郡のヤタシ族とナカサ族、ナチトチェス郡のドースティオニ族、およびコールドウェル郡のクァチタ族で構成された。

## フランスの探検と植民地化（1528年 - 1756年）
ヨーロッパ人探検家が最初にルイジアナを訪れたのは1528年のことだった。スペインの遠征隊（パンフィロ・デ・ナルバエス指揮）がミシシッピ川の水源を見付けた。1541年エルナンド・デ・ソトの遠征隊がこの地域を通った。スペインのルイジアナに対する興味はしばらく眠っていた。17世紀遅く、フランスの遠征隊は、主権、宗教および商売の目的を持って、ミシシッピ川とメキシコ湾岸に足がかりを築いた。フランスはその最初の開拓地をもって北アメリカの広大な土地の領有権を主張し、メキシコ湾からカナダに至るフランス植民地帝国の確立に乗り出した。
フランス人探検家ロベール＝カブリエ・ド・ラ・サールは、1682年にこの地域をフランス王ルイ14世に因んでルイジアナと名付けた。1699年、最初の恒久的開拓地であるモールパ砦（現在のミシシッピ州オーシャンスプリングス）がビロキシーの近くに、カナダから来たフランス軍の士官ピエール・ル・モアン・ディベルヴィルによって建設された。
フランス領ルイジアナは元々ミシシッピ川両岸から北のカナダの領地までに対してすべて領有権が主張された。現在在る州のルイジアナ州、ミシシッピ州、アーカンソー州、オクラホマ州、ミズーリ州、カンザス州、ネブラスカ州、アイオワ州、イリノイ州、インディアナ州、ウィスコンシン州、ミネソタ州、ノースダコタ州およびサウスダコタ州は広大なフランス領ルイジアナの一部だった。
ナカタシュの開拓地（現在のルイジアナ州北西部レッド川沿い）は、1714年にルイ・ジュシェロー・ド・サンドニによって設立され、ルイジアナ植民地を構成する領土における最古の恒久的開拓地となっている。フランスの開拓地には2つの目的があった。テキサスでスペインとの交易を確立することと、スペインがルイジアナに侵入するのを防ぐ事だった。またオールド・サンアントニオ道路（時にエル・カミノ・レアルすなわち王の幹線道路と呼ばれる）の北の終点がナカタシュにあった。この開拓地は間もなく繁栄する川港と道路の交差点となり、川に沿って広大な綿花の王国を育てていった。時代と共に、農園主たちは大規模なプランテーションを開発し、成長する町には立派な家を建て、このやり方がニューオーリンズや他の町で繰り返された。
ルイジアナのフランス人開拓地はさらなる探検や交易拠点の役に立った。交易拠点はミシシッピ川やその支流の岸に集中し、ルイジアナから北のイリノイ郡と呼ばれる地域まで、イリノイ州ピオリアやミズーリ州セントルイスの近くにもあった。
当初、アラバマ州モービルやミシシッピ州ビロキシーが植民地の首都として相次いで機能した。1722年、フランスは交易や軍事的な利益にとってミシシッピ川が重要であることを認識し、ニューオーリンズを文民と軍事の権威者の居る所とした。
ルイジアナ植民地の開拓者はフランス人ばかりではなかった。1720年代ドイツ人移民がミシシッピ川沿いに入植し、その地域はジャーマン・コーストと呼ばれた。
フランスとセネガルの歴史的および管理的な結びつきにより、「フランス人奴隷貿易者によってルイジアナに連れて行かれた奴隷の3分の2はセネガンビアからの者であった。」このセネガル川とガンビア川の間の地域には歴史的にも密接な関わりのある人々がいた。主要言語のうちの3つ、セリア語、ウォロフ語およびプラール語は関係があり、東のマンデ人が話すマリンケ語は、その人々の間で「互いに通じる」ものだった。アフリカの一つの地域からの人々が集中したことは、ルイジアナのクレオール文化を強く形づけることになった。

## スペインの空白期間（1763年 - 1800年）
ミシシッピ川から東の領土大半は、ニューオーリンズ周辺とポンチャートレイン湖周辺の郡部を除き、フレンチ・インディアン戦争の結果としてイギリスに割譲された。フランス領ルイジアナの残りは七年戦争の後、1763年のパリ条約によってスペインの所有するところとなった。
ルイジアナを支配したのはスペイン政府であるという事実にも拘わらず、この地域へのフランス人移民の数は、フレンチ・インディアン戦争の他の重大な影響のために急速に増え続けた。アカディア地方（現在はカナダのノバスコシア州）から数千のフランス語を話す人々が、新しく支配者となったイギリスから故郷を追い出された後で、ルイジアナに向かった。彼らは主に現在アケイディアナと呼ばれるルイジアナ南西の地域に入った。アカディアの難民はスペイン人に歓迎され、その子孫はケイジャンと呼ばれるようになった。
カナリー諸島からスペイン語を話す移民も到着しており、イスレニョと呼ばれた。彼らは1778年から1783年に移民した。
スペイン支配の間、新しい開拓者やクレオールはプランテーションで働かせる非常に多くの奴隷を輸入したので、自由人と奴隷の人口は急速に増加した。アメリカ人開拓者の中にはバージニア州やノースカロライナ州で生まれた奴隷を連れてくる者もいたが、ポアント・クーピーの住民録はほとんどの奴隷が奴隷貿易業者によって直接アフリカから連れてこられたことを示していた。1763年、ニューオーリンズからポアント・クーピー（バトンルージュの北）に移った開拓者には、3,654人の自由人と4,598人の奴隷が含まれていた。1800年の西フロリダを含む国勢調査に拠れば、ルイジアナ低地には19,852人の自由人と24,264人の奴隷がいた。国勢調査は何時も同じ地域を含むものではないが、この頃は人口の過半数が奴隷だったことを示している。スペイン統治時代の記録はフランスの奴隷貿易についてよく残されているとは言えず、アフリカ人奴隷の具体的な出身地を調べることは難しい。しかし、その総数の多さは、歴史家のグウェンドリン・ミドロ・ホールがルイジアナ低地の「再アフリカ化」と呼ぶものになり、その文化に強く影響した。
1800年、フランスのナポレオン・ボナパルトはサン・イルデフォンソ条約でスペインからルイジアナを取り戻したが、この条約は2年間ほど秘密にされていた。ナポレオンがアメリカ大陸に大植民地帝国を再建する秘密の野望を持っていたという文書が明らかにされた。しかしこの考えは、ハイチ革命の後でフランスがハイチを再度征服しようとして失敗し、挫折した。

## アメリカ合衆国への取り込みと南北戦争前の時代（1803年 - 1860年）
ナポレオンはハイチでの挫折の結果として、アメリカ大陸での帝国の夢を諦め、ルイジアナをアメリカ合衆国に売却した。ルイジアナはその後2つの地域に分けられた。オーリンズ準州は1812年にルイジアナ州となり、ルイジアナ地区はオーリンズ準州に含まれない全ての地域を指した。フロリダ郡は1810年のジェームズ・マディスン大統領の宣言により、短命に終わった戦略的に重要な西フロリダ共和国から併合された。
1804年のハイチ革命による別の結果として、多くの難民がルイジアナに流れ、主にニューオーリンズに入った。数千ものハイチ人移民には多くの有色自由人、白人および奴隷にされたアフリカ人がいた。難民の中にはまずキューバに行った者もおり、キューバ人の移民も1809年の大規模移民で到着した。有色自由人は基本的にニューオーリンズでは有色クレオール社会に加わり、またフランス語を話す社会も大きくした。
ルイジアナの西の国境はスペイン領テキサスと接しており、1819年のアダムズ＝オニス条約まで紛争が続き、ルイジアナ中立地が中立の緩衝地帯として働き、受刑者の天国にもなった。ここは「人のいない土地 (No Man's Land)」とも呼ばれ、ルイジアナの中部および南西部はレッドボーンと呼ばれる混血の人々によって開拓された。レッドボーンの起源については今でも論争が続いている。
19世紀初期の数十年間に中西部（元は北西部領土）と深南部での開拓が進み、ニューオーリンズでは交易と海運が著しく増加した。中西部から出荷された農産物や工業製品がミシシッピ川を下って海外に向けて船積みされ、ニューオーリンズ港に入った国際船で輸入された物が内陸に送られた。港は蒸気船、平底船および帆船で賑わい、多くの国から来た様々な言語を話す労働者がいた。ニューオーリンズは綿花と砂糖の主要輸出港だった。市の人口は増加し、この地域は極めて豊かになった。深南部の他の地域以上に市内の職を求める移民が集まった。最も富裕な市民層はワイン、装身具および布地など洗練された商品を輸入した。
1840年までに、ニューオーリンズは合衆国最大の奴隷市場となった。国中でも最大級の富裕な都市となり、人口では3番目になった。奴隷輸入の禁止によって国内市場に対する需要が増加した。アメリカ独立戦争後の数十年間、百万人を越える奴隷化されたアフリカ系アメリカ人がアップランドサウスから深南部への移動を強制され、その3分の2は奴隷取引によっていた。他の者は奴隷所有者としての主人によって西部の新天地に移動させられた. 。
アップランドサウスにおいて、農園主たちがタバコから労働集約的ではない作物の組み合わせに移行するという農業の変化で、農園主は過剰な労働力を持った。多くの者は新しい辺境に行くために奴隷たちを取引業者に売ることになった。奴隷たちは取引業者によってアップランドサウスから陸路を連れて行かれるか舟でニューオーリンズに運ばれた。ニューオーリンズで売られた後はミシシッピ川を運航する蒸気船で、ナチェズやメンフィスなど上流の市場やプランテーションに運ばれた。

## 合衆国からの脱退と南北戦争（1860年 - 1865年）
ルイジアナ州はそのプランテーション経済に伴い、奴隷化されたアフリカ系アメリカ人の労働と取引から富を作り出す州だった。合衆国でも最大級の自由黒人人口を抱えた州でもあり、1860年には18,647人に上った。自由黒人の大半（フランスの伝統に従えば有色自由人）はニューオーリンズ地区と州の南部に住んだ。南部の他の地域と比べて有色自由人の大半は混血で有る場合が多かった。ニューオーリンズの自由黒人は中流階級であり教育もあった。多くは資産家だった。対照的に1860年の国勢調査によれば、州人口708,002人のうちの47％近くにあたる331,726人が奴隷だった。
治水用堤防を築くこととそれを入念に仕上げることは、特に綿花とサトウキビという輸出用作物を育てるための州の能力に重要なことだった。奴隷化されたアフリカ人がまず農園主の指示で堤防を造った。後に堤防の大半は、州のために働くよう契約者が雇用したアイルランド系移民によって、拡張され高くされまた追加された。19世紀が進んでいくと、州は堤防建設を確保していくことに興味を持った。1860年までに、ルイジアナ州はミシシッピ川沿いで740マイル (1,180 km)、他の水系で450マイル (720 km)の堤防を建設した。この巨大な土木事業の大半は手作業で行われた。堤防の高さは6フィート (1.8 m)、場所によっては20フィート (6 m)になった。
選挙権のある特権階級白人が奴隷制を維持することに強い経済的利益を依存しており、これがルイジアナ州の合衆国からの脱退を決意させることになった。エイブラハム・リンカーンが大統領に選ばれると他の南部州も続いて脱退した。ルイジアナ州の脱退は1861年1月26日に宣言され、アメリカ連合国の一部となった。
南北戦争において、ルイジアナ州は北軍がミシシッピ川を確保することで南軍を2つに割るという戦略の結果、早期に敗北した。北軍は1862年4月25日にニューオーリンズを占領した。住民の大半は北部同調者（あるいは商業的利益に相容れるものだった）ので、連邦政府はルイジアナ地区を北軍内の州として連邦の支配下に入れ、独自に選出した代表をアメリカ合衆国議会に送るという、他とは違うやり方を採った。

## レコンストラクション、権利剥奪と人種差別（1865年 - 1929年）
南北戦争の後、ルイジアナ州を含め南部の大半は北部の指揮する軍政府の監督下に置かれた。ルイジアナ州はテキサス州と同じグループに入り、第5軍管区として管理された。このレコンストラクションの期間、奴隷は解放され男性は選挙権を与えられた。アフリカ系アメリカ人は、法の前に平等という手段と共に市民としての生活を始めた。解放奴隷と戦前から自由だった有色自由人の双方は教育、家族の安全および仕事でより進歩した生活を送り始めた。同時に戦後の大きな社会的不安定さがあり、多くの白人は積極的に敗北に抵抗していた。
1870年代、戦争の結果に反対した白人たちが反体制的活動を加速し、州内の政治力支配を取り戻そうとした。ホワイトリーグのような白人武装勢力が1874年に結成され、暴力やあからさまな暗殺を用いて共和党員をその役職から追い出し、アフリカ系アメリカ人を脅して投票を行えないようにし、その仕事を管理し、移動を制限した。1874年のホワイトリーグの仕業とされる暴力行為の中にクーシャッタの虐殺があり、このとき、6人の共和党役職者、州上院議員の家族4人および目撃者である解放奴隷20人を殺した。
後に5,000人のホワイトリーグが、ウィリアム・ピット・ケロッグ州知事の辞任を要求した後で、3,600人の都市警察とニューオーリンズの州兵と戦った。ホワイトリーグは、1872年の論争があった選挙での民主党候補者マッケナリーと交代させることを望んだ。連邦軍が到着する前に、短時間州庁舎と市庁舎を占領した。1876年、白人民主党員はルイジアナ州の支配を取り戻した。
1880年代を通じて、白人民主党員は有権者登録と選挙をより複雑なものにすることで、黒人と貧乏白人の有権者登録を減らし始めた。彼等は人種差別の制度化された形態を強要した。
1898年、白人民主党員の特権階級が支配的な議会は、黒人登録有権者数を減らすことを目的として、人頭税、居住条件、および文字識別試験のような有権者登録規定を有する新しい権利撤廃憲法を成立させた。その影響は即座にまた長く続いた。1896年時点で130,334人の黒人有権者が名簿に載っており、白人有権者とほぼ同数だった。これは州内人口が黒人と白人ほぼ同数だったことを反映していた.。
1900年の州内人口のうち47%、652,013人がアフリカ系アメリカ人であり、そのうちニューオーリンズにいる多くは有色のクレオール人で南北戦争の前に少なからぬ数であった自由黒人の子孫だった。新しい憲法が執行されて2年後の1900年には、州内で有権者登録された黒人はわずか5,320人しかいなかった。この権利剥奪のために、1910年には黒人や有色人の間でも教育や文字識別能力が上がっていたにも拘らず、黒人の有権者は730人のみだった（資格のあるアフリカ系アメリカ人男性の0.5％未満）。白人民主党員は一党支配体制を築き、20世紀に入っても数十年間州内その体制を続けた。
19世紀の著名な合衆国最高裁判所判例である「プレッシー対ファーガソン事件」判決は人種分離が（意図的に）不平等という結果にならない限り合法であるとしたが、これはルイジアナ州から提起された訴訟の結果だった。
権利剥奪の結果としてルイジアナ州のアフリカ系アメリカ人は実質的に代表権を持たず、学校や公共事業には不適切な予算となり、陪審員となることができず、地方、州あるいは連邦政府に代表を送ることができず、差別された状態ではその利益や条件の悪化にも注意が払われなかった。それでも彼等は独自の生活と制度を作り続けた。
1915年、合衆国最高裁は「グィン対アメリカ合衆国事件」の判決で「祖父条項」を無効にした。この裁判はオクラホマ州で始められたものだったが、ルイジアナ州や他の南部州は文字識別試験から白人有権者を除外する類似した条項を使った。州議会は公的登録人に「理解」を示すことのできる潜在的有権者に対する新しい規定を成立させた。この仕組みは実際に、黒人の大半を有権者名簿から排除しておくことに有効だった。1923年までにルイジアナ州は白人のみの予備選を制度化し、一党支配の州での選挙に関わることにすらも黒人を完全に排除した。
20世紀の初期数十年間、大移動の期間に何千ものアフリカ系アメリカ人がルイジアナ州を離れ、北部の工業化された都市に移住した。ワタミゾウムシの蔓延と農業問題で小作人や農夫から職を奪っていた。農業の機械化は労働力の需要を無くしていた。
オペルーサスは、ニューヨーク州の社会福祉担当部署が1854年から1929年まで都市の孤児を再定住させるために手配した孤児列車の少なくとも3つの停車場だった。そこは伝統的にフランス、スペイン、アカディア、アフリカおよびフランス領西インド諸島の遺産と伝統を引き継ぐカトリックの中心だった。ルイジアナ州の家庭が2,000人以上のカトリックの孤児を引き取り田舎の農業社会で生活させた。オペルーサス市は、ル・ヴュー・ビレッジにある昔の鉄道操車場に孤児列車博物館（全米で2箇所目）を建設している。孤児列車の子供たちを指向した最初の博物館はカンザス州にある。

## 世界恐慌と第二次世界大戦（1929年 - 1940年代）
世界恐慌の期間の一部はヒューイ・ロング知事がルイジアナ州を率いた。彼は人民党の要請で知事に選ばれた。職を必要とする人々に多くの仕事を供給する公共事業や、貧乏白人に対する教育や選挙権増加の企画で任期を集めたが、扇動的であることや専制的であるとされたために批判された。ロングはルイジアナ州政府のあらゆる部局を通じて利益供与規制を拡張した。特に議論を呼んだのは州内の富の分配計画だった。ロングの支配は1935年に州会議事堂で暗殺されたことによりあっけなく終わった（ヒューイ・ロング暗殺事件）。
第二次世界大戦に対する動員により州内でも幾らかの仕事が生まれた。しかし、1940年代から1960年代に、第二次大移住の波で多くのアフリカ系アメリカ人がルイジアナを離れた。アフリカ系アメリカ人はカリフォルニア州で成長する防衛産業の熟練労働、子供たちへのより良い教育の機会、および選挙に参加できる社会の生活の機会を求め、また南部での暴力からの逃亡を図った。
ロングは選挙権に関する人頭税を外したが、白人のみの予備選は1944年まで続けられた。1944年、合衆国最高裁は「スミス対オールライト事件」判決でこの予備選を違法とした。1949年でもルイジアナ州の黒人は基本的に権利を剥奪されたままであり、わずか1%がどうにか投票できる資格があった。学校と公共施設は依然として分離されていた。

## 公民権を求めた戦い（1950年 - 1970年）
州議会は黒人の選挙権を抑圧する他の方法を作り、1948年から1952年の間も黒人の有権者を黒人資格者の5%程度に留めていた。南北戦争以前から自由有色人の長い伝統があったニューオーリンズや南部の郡部における公民権運動組織が、黒人有権者を登録するために懸命に働いた。
1950年代、州は有権者登録のための市民試験に新しい要求事項を作った。州権党の反対にも拘らず、州南部の黒人有権者はその登録率を増し続けたが、これは中流階級の成長という事実を反映していた。次第に黒人有権者の登録率と投票率は20%以上となっていったが、1964年時点でも32%に過ぎなかった。この期間、黒人有権者の登録率は州内でも偏りがあり、エバンジェリン郡の93.8%からテンサス郡の1.7%まであった。
アフリカ系アメリカ人に対するジム・クロウ法の差別は1960年代になってもルイジアナで支配的だった。黒人が北部へ大移住し、また後には特に西部へ移住したために、また他の民族の比率が上がったために、1960年のルイジアナ州におけるアフリカ系アメリカ人人口比率は32%にまで落ちていた。それでも1,039,207人の市民が差別と権利剥奪の効果のために悪い条件下にあった。アフリカ系アメリカ人は州の有権者登録規則の不釣合いな差別を味わっていた。他の地域ではより良い職を得る機会があったために1965年から1970年に掛けても、黒人はルイジアナから出て行き続け、この期間の純減は37,000人以上となった。この期間の後半、ニューサウスの都市での機会を求めて移住する者も現れた  。
アフリカ系アメリカ人の権利剥奪は、公民権運動期間の南部でその指導者や活動家が国民の注目と連邦議会の行動を引き起こすまで終わらなかった。この動きが、リンドン・ジョンソン大統領の指導力などで1964年公民権法と1965年選挙権法の成立に繋がった。1968年までに資格ある年齢のアフリカ系アメリカ人のほぼ59%がルイジアナで有権者登録した。現在の州内アフリカ系アメリカ人の有権者登録率と投票率は70%以上となっており、南部以外でのそれらの数字よりも高くなっている。

## カトリーナとその後（2005年 - 現在）
2005年8月、メキシコ湾岸沿いにあるニューオーリンズやその他多くの低高度地域が破壊的なハリケーン・カトリーナに襲われ、堤防が決壊した時に市内や近くの郡部の80%が洪水に遭うという大災害になった。ハリケーンの警報によってニューオーリンズや周辺地域からの避難を呼びかけたが、何万人もの人々、大半はアフリカ系アメリカ人が残され、出水の中に取り残された。
多くの場合、健全な食糧、医薬品あるいは飲料水が絶たれ、緊急医療も整わない公共スペースに集合させられた人々のうち、ニューオーリンズで1,500人以上が事後に死んだ。大きなハリケーン警報があったにも拘らず、あらゆるレベルの政府が適切に対処できず、緊急対応も遅かった。州は、特にニューオーリンズ市で、多くの場所での状態や大規模避難民から起こる人道の危機に直面した。その後の家の再建や難民の帰還も速度が遅く、一般に州の富裕な市民に限られている。